# Чжан Цзылинь
Чжан Цзыли́нь (кит. упр. 张梓琳, пиньинь Zhāng Zǐlín; р. 22 марта 1984, Вэйхай провинции Шаньдун, КНР) — победительница 57-го конкурса «Мисс мира» в 2007 году, проходившего в курортном городе Санья южно-китайской провинции Хайнань.Чжан Цзылинь стала первой китаянкой — обладательницей титула Мисс Мира. В рамках конкурса «Мисс мира» Чжан Цзылинь завоевала также титул «Топ-модель». На момент побед ей было 23 года. До этого Цзылинь завоевала титул «Miss China World» в 2007 году.

## Биография
Чжан Цзылинь родилась в провинции Шаньдун, но выросла в Шицзячжуане провинции Хэбэй. Происходит из интеллигентной семьи, её мама профессор Китайского сельскохозяйственного университета. После окончания начальной школы в родном городе, семья Чжан Цзылинь переехала в столицу Китая,Пекин, где она завершила среднюю школу с 1996 по 2002 год. Цзылинь начала свою карьеру в модельном бизнесе в 2003 году, когда она приняла участие в конкурсе красоты, который организовало одно из самых престижных модельных агентств Шелкового пути, где Чжан попала в первую десятку, также участвовала в модных конкурсах в Европе и в США. В 2005 году,Чжан стала победительницей Всекитайского конкурса красоты. В 2008 году Чжан Цзылинь и другие четыре известные модели Ся Миньцзе, Сун Ян, Ян Фан, Ван Или совместно записали торжественную песню на английском языке для церемонии передачи факела Олимпиады под названием «Разжечь страсть — передать мечту!». В 2006 году окончила Пекинский научно-технический университет (анг.University of Science and Technology Beijing) и получила степень в области «Администрирование бизнеса». На 2013 год работает секретарём в одной из местных компаний в Пекине (анг.Beijing). Согласно анкете Цзылинь, она увлекается чтением, путешествиями, лёгкой атлетикой, а также классическими и фольклорными танцами. На конкурсе Мисс Мира 2007 Цзылинь была самой высокой участницей соревнования, её рост 182 см, вес 57 кг, параметры 87-62-89 см.
Девиз Чжан Цзылинь: «Там, где есть воля, найдется и способ».

## Личная жизнь
В 12 августа 2013 года Чжан тайно вышла замуж за инвестиционного банкира и бизнесмена Не Лэя, свадьба состоялась в Таиланде, в провинции Пхуке́т (тайск. ภูเก็ต;). У пары есть дочь (род.21.04.2016 года). Девочку назвали Эвелин (анг.Evelyn).

## Фильмография
- «Проигравший рыцарь 2 / Ying Han 2» (2011)
- Царь обеязьян (2014)
- Жуки 3D (2014)
- Познакомьтесь с мисс Беспокойство (2014)
- Король обезьян: Начало (2016)